# Russel Lee
Russell Werner Lee (Ottawa, 21 luglio 1903 – Austin, 28 agosto 1986) è stato un fotografo statunitense, conosciuto principalmente per il suo lavoro per la Farm Security Administration e le sue immagini eccellenti documentanti l'etnografia di varie classi e culture americane.